# FAI Cup 2018
La FAI Cup 2018, denominata FAI Irish Daily Mail Senior Cup per ragioni di sponsorizzazione, è stata la 95ª edizione della competizione. Il torneo è iniziato il 21 aprile e si è concluso il 4 novembre 2018. Il Dundalk ha vinto il trofeo per l'undicesima volta nella sua storia.

## Formula del torneo
| Turno             | Numero di incontri | Squadre | Entrano a questo turno                                                             | Date                 |
| ----------------- | ------------------ | ------- | ---------------------------------------------------------------------------------- | -------------------- |
| Turno preliminare | 8                  | 40 → 32 | 16 squadre di Leinster Senior League, Munster Senior League e Ulster Senior League | 21-22 aprile 2018    |
| Primo turno       | 16                 | 32 → 16 | 20 squadre di League of Ireland 4 squadre di Leinster Senior League                | 10-11-12 agosto 2018 |
| Secondo turno     | 8                  | 16 → 8  | -                                                                                  | 24-25 agosto 2018    |
| Quarti di finale  | 4                  | 8 → 4   | –                                                                                  | 8 settembre 2018     |
| Semifinali        | 2                  | 4 → 2   | –                                                                                  | 29 settembre 2018    |
| Finale            | 1                  | 2 → 1   | –                                                                                  | 4 novembre 2018      |

## Turno preliminare
| Squadra 1           | Risultato       | Squadra 2          |
| ------------------- | --------------- | ------------------ |
| 21 aprile 2018      |                 |                    |
| Avondale United     | 0 - 2           | Pike Rover         |
| Leeds Cork          | 3 - 1           | St Michael's       |
| Maynooth University | 2 - 2 (4-3 dtr) | Everton AFC        |
| Inchicore Athletic  | 1 - 1 (4-3 dtr) | Crumlin United     |
| 22 aprile 2018      |                 |                    |
| Dublin Bus          | 4 - 2           | Firhouse           |
| Kilnamanagh         | 1 - 2           | Skerries           |
| CIE Ranch           | 1 - 0           | Letterkenny Rovers |
| North End United    | 2 - 0           | Cherry Orchard     |

## Primo turno
| Squadra 1           | Risultato   | Squadra 2       |
| ------------------- | ----------- | --------------- |
| 10 agosto 2018      |             |                 |
| Bray Wanderers      | 1 – 3 (dts) | Finn Harps      |
| Drogheda Utd        | 1 – 0       | Shamrock Rovers |
| Dundalk             | 3 – 0       | Cobh Ramblers   |
| Inchicore Athletic  | 0 – 5       | St Patrick's    |
| Shelbourne          | 4 – 0       | Athlone Town    |
| UCD                 | 2 – 0       | Pike Rover      |
| Wexford Youths      | 0 – 7       | Bohemians       |
| 11 agosto 2018      |             |                 |
| Dublin Bus          | 0 – 1       | CIE Ranch       |
| Skerries            | 1 – 4       | Waterford       |
| Blarney United      | 2 – 12      | Derry City      |
| Maynooth University | 2 – 0       | Leeds Cork      |
| Newmarket Celtic    | 1 – 2       | Cabinteely      |
| North End United    | 0 – 4       | Galway Utd      |
| Sligo Rovers        | 0 – 1       | Longford Town   |
| 12 agosto 2018      |             |                 |
| Home Farm           | 1 – 5       | Cork City       |
| Cockhill Celtic     | 0 – 2       | Limerick        |

## Secondo turno
| Squadra 1      | Risultato   | Squadra 2           |
| -------------- | ----------- | ------------------- |
| 24 agosto 2018 |             |                     |
| CIE Ranch      | 2 – 6 (dts) | UCD                 |
| Cork City      | 4 – 0       | Maynooth University |
| Derry City     | 1 – 0       | St Patrick's        |
| Drogheda Utd   | 0 – 1       | Waterford           |
| Dundalk        | 2 – 0       | Finn Harps          |
| Galway Utd     | 0 – 2       | Bohemians           |
| Limerick       | 2 – 1       | Cabinteely          |
| 25 agosto 2018 |             |                     |
| Longford Town  | 2 – 0       | Shelbourne          |

## Quarti di finale
| Squadra 1         | Risultato | Squadra 2        |
| ----------------- | --------- | ---------------- |
| 7 settembre 2018  |           |                  |
| Longford Town     | 0 – 7     | Cork City        |
| Limerick          | 0 – 4     | Dundalk          |
| UCD               | 2 – 1     | Waterford United |
| 19 settembre 2018 |           |                  |
| Derry City        | 1 – 3     | Bohemians        |

## Semifinali
| Squadra 1         | Risultato | Squadra 2 |
| ----------------- | --------- | --------- |
| 28 settembre 2018 |           |           |
| Dundalk           | 1 – 0     | UCD       |
| 30 settembre 2018 |           |           |
| Bohemians         | 1 – 1     | Cork City |

### Replay
| Squadra 1      | Risultato | Squadra 2 |
| -------------- | --------- | --------- |
| 8 ottobre 2018 |           |           |
| Cork City      | 2 – 1     | Bohemians |

## Finale
| Arbitro: | Neil Doyle |

|                    |           |                        |
| Sadlier 21’ (rig.) | Marcatori | 19’ Hoare 73’ McEleney |